# Ciclo das Secas
Chama-se Ciclo das Secas o "ciclo de romances da seca", uma época literária brasileira que tinha como tema principal a vida no sertão brasileiro.

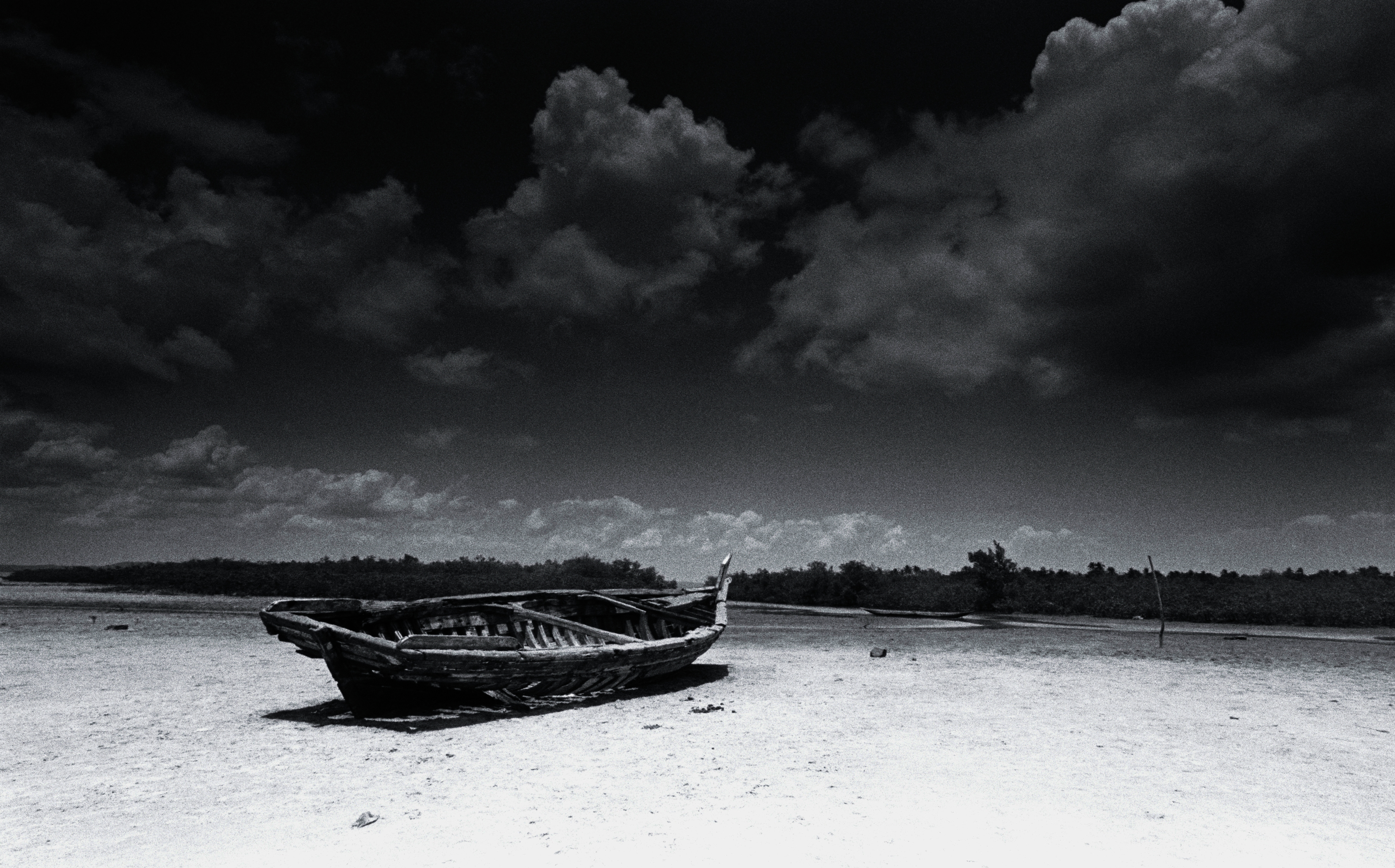
Ciclo das Secas

Comecou com a publicação de O sertanejo de José de Alencar (1876), e durou até os primeiros dez anos do século XX. Os personagens principais da literatura do ciclo das secas são cangaceiros, retirantes e beatos. No ciclo se destacam os escritores cearenses.
"Muito influiu sobre essa literatura a publicação de Os sertões, obra de sociologia, literatura e reportagem de guerra, escrita por Euclides da Cunha com evidente admiração pelos sertanejos, compreensão de suas lutas contra a natureza e protesto contra o desprezo com que os trata o governo federal."
Gilberto Freyre foi influenciado por esta tendência literária. Outros autores relevantes são Rachel de Queiroz, José Lins do Rego, Jorge Amado, Graciliano Ramos, Antônio Callado, até Guimarães Rosa.